# European Football League 2004
Die European Football League 2004 war die 18. Austragung des höchsten Wettbewerbs für American-Football-Vereinsmannschaften auf europäischer Ebene. Im Eurobowl XVIII schlugen die Vienna Vikings die Bergamo Lions mit 53 zu 20.

## Teilnehmer
Im Jahr 2004 nahmen keine deutschen Mannschaften an den europäischen Wettbewerben teil. Somit fehlte mit den Braunschweig Lions auch der amtierende Eurobowl-Sieger. Der österreichische Verband schickte mit den Vienna Vikings und den Graz Giants zwei Teams ins Rennen. Für die Schweiz gingen die Landquart Broncos an den Start.

## Qualifikationsrunde
Die Qualifikationsrunde wurde in vier Divisionen ausgespielt, wobei sich jeweils der Gruppenerste für das Halbfinale qualifizierte.

### Division 1
| Datum   | Kickoff | Heim               | Ergebnis                                      | Gast               | Stadion                       |
| ------- | ------- | ------------------ | --------------------------------------------- | ------------------ | ----------------------------- |
| 8. Mai  | 15:00   | Carlstad Crusaders | 17:7 (3:7, 7:0, 7:0, 0:0) Bericht, Statistik  | Avedøre Monarchs   | Tingvalla IP                  |
| 16. Mai | 15:00   | Vienna Vikings     | 42:0 (7:0, 21:0, 7:0, 7:0) Bericht, Statistik | Carlstad Crusaders | Hohe Warte, Wien              |
| 22. Mai | 15:00   | Avedøre Monarchs   | 7:34 (0:14, 0:7, 0:6, 7:7) Bericht, Statistik | Vienna Vikings     | Roskilde Idrætspark, Roskilde |

|    | Verein             | Sp | TD    | Diff. | Punkte |
| -- | ------------------ | -- | ----- | ----- | ------ |
| 1. | Vienna Vikings     | 2  | 76:7  | +69   | 4:0    |
| 2. | Carlstad Crusaders | 2  | 17:49 | −32   | 2:2    |
| 3. | Avedøre Monarchs   | 2  | 14:51 | −37   | 0:4    |

### Division 2
| Datum   | Kickoff | Heim            | Ergebnis                                       | Gast            | Stadion                       |
| ------- | ------- | --------------- | ---------------------------------------------- | --------------- | ----------------------------- |
| 8. Mai  | 13:00   | Turku Trojans   | 10:0 (7:0, 0:0, 3:0, 0:0) Bericht, Statistik   | Arlanda Jets    | Helsingin Velodromi, Helsinki |
| 15. Mai | 14:00   | Moscow Patriots | 42:0 (0:0, 21:0, 7:0, 14:0) Bericht, Statistik | Turku Trojans   | Spartak 2 Stadion, Moskau     |
| 22. Mai | 15:00   | Arlanda Jets    | 17:7 (7:0, 3:0, 0:7, 7:0) Bericht, Statistik   | Moscow Patriots | Pinbacken IP, Märsta          |

|    | Verein          | Sp | TD    | Diff. | Punkte |
| -- | --------------- | -- | ----- | ----- | ------ |
| 1. | Moscow Patriots | 2  | 49:17 | +32   | 2:2    |
| 2. | Arlanda Jets    | 2  | 17:17 | ±0    | 2:2    |
| 3. | Turku Trojans   | 2  | 10:42 | −32   | 2:2    |

### Division 3
| Datum     | Kickoff | Heim               | Ergebnis                                        | Gast               | Stadion                        |
| --------- | ------- | ------------------ | ----------------------------------------------- | ------------------ | ------------------------------ |
| 10. April | 17:00   | Landquart Broncos  | 6:28 (6:7, 0:0, 0:14, 0:7) Bericht, Statistik   | La Courneuve Flash | Stadion Ringstrasse, Chur      |
| 8. Mai    | 20:00   | La Courneuve Flash | 14:17 (14:10, 0:7, 0:0, 0:0) Bericht, Statistik | Badalona Drags     | Stade Géo André, La Courneuve  |
| 29. Mai   | 17:00   | Badalona Drags     | 42:7 (0:0, 28:7, 7:0, 7:0) Bericht, Statistik   | Landquart Broncos  | Estadi del Centenari, Badalona |

|    | Verein             | Sp | TD    | Diff. | Punkte |
| -- | ------------------ | -- | ----- | ----- | ------ |
| 1. | Badalona Drags     | 2  | 59:21 | +38   | 4:0    |
| 2. | La Courneuve Flash | 2  | 42:23 | +19   | 2:2    |
| 3. | Landquart Broncos  | 2  | 13:70 | −57   | 0:4    |

### Division 4
| Datum   | Kickoff | Heim                 | Ergebnis                                         | Gast                 | Stadion                                |
| ------- | ------- | -------------------- | ------------------------------------------------ | -------------------- | -------------------------------------- |
| 8. Mai  | 16:00   | L’Hospitalet Pioners | 20:30 (0:0, 12:10, 0:13, 8:7) Bericht, Statistik | Graz Giants          | Estadio Municipal de L’Hospitalet      |
| 15. Mai | 16:30   | Bergamo Lions        | 42:0 (7:0, 14:0, 14:0, 7:0) Statistik            | L’Hospitalet Pioners | Stadio Comunale di Osio Sotto, Bergamo |
| 30. Mai | 15:00   | Graz Giants          | 21:49 (14:14, 0:7, 7:7, 0:21) Bericht, Statistik | Bergamo Lions        | Stadion Eggenberg, Graz                |

|    | Verein               | Sp | TD    | Diff. | Punkte |
| -- | -------------------- | -- | ----- | ----- | ------ |
| 1. | Bergamo Lions        | 2  | 91:21 | +70   | 4:0    |
| 2. | Graz Giants          | 2  | 51:69 | −18   | 2:2    |
| 3. | L’Hospitalet Pioners | 2  | 20:72 | −52   | 0:4    |

## Play-offs

### Turnierplan
|  | Halbfinale | Halbfinale      | Halbfinale |  |  | Eurobowl XVIII - Wien | Eurobowl XVIII - Wien | Eurobowl XVIII - Wien |
|  |            |                 |            |  |  |                       |                       |                       |
|  |            |                 |            |  |  |                       |                       |                       |
|  | Osterreich | Vienna Vikings  | 49         |  |  |                       |                       |                       |
|  | Russland   | Moskau Patriots | 13         |  |  |                       |                       |                       |
|  |            |                 |            |  |  | Osterreich            | Vienna Vikings        | 53                    |
|  |            |                 |            |  |  | Italien               | Bergamo Lions         | 20                    |
|  | Italien    | Bergamo Lions   | 55         |  |  |                       |                       |                       |
|  | Spanien    | Badalona Drags  | 19         |  |  |                       |                       |                       |
|  |            |                 |            |  |  |                       |                       |                       |

### Halbfinale
| Datum    | Kickoff | Heim           | Ergebnis                                          | Gast            | Stadion                             |
| -------- | ------- | -------------- | ------------------------------------------------- | --------------- | ----------------------------------- |
| 13. Juni | 15:00   | Vienna Vikings | 49:13 (7:0, 14:7, 21:0, 7:6) Bericht, Statistik   | Moscow Patriots | Hohe Warte, Wien                    |
| 12. Juni | 16:30   | Bergamo Lions  | 55:19 (20:13, 14:0, 14:6, 7:0) Bericht, Statistik | Badalona Drags  | Stadio Comunale Osio Sotto, Bergamo |

## Eurobowl
Vor 7.000 Zuschauern im Stadion Hohe Warte waren die Vikings bei ihrer dritten Endspielteilnahme klar überlegen und erspielten sich bereits zur Halbzeit eine 18:0-Führung. Auch nach der Pause punkteten die Wiener weiter und erhöhten den Spielstand auf 39:0 im vierten Viertel, bevor die Lions punkten konnte. Der Endstand von 53 zu 20 bedeutete den bis dahin höchsten Eurobowl-Sieg.
|                                       |                              |  | Eurobowl XVII  |                           |               |  |                    |
|                                       | Wien 10. Juli 2004 17:00 Uhr |  | Vienna Vikings | \| \| 53 : 20 \| \| \| \| | Bergamo Lions |  | Stadion Hohe Warte |
| (6:0, 12:0, 14:0, 21:20) Spielbericht | Wien 10. Juli 2004 17:00 Uhr |  | Vienna Vikings |                           | Bergamo Lions |  | Stadion Hohe Warte |
|                                       | 53 : 20                      |  |                |                           |               |  |                    |
|                                       |                              |  |                |                           |               |  |                    |